# NGC 4975
NGC 4975 é uma galáxia lenticular (S0) localizada na direcção da constelação de Virgo. Possui uma declinação de -05° 01' 03" e uma ascensão recta de 13 horas, 07 minutos e 50,3 segundos.
A galáxia NGC 4975 foi descoberta em 19 de Fevereiro de 1830 por John Herschel.